# Pédagogie numérique
La pédagogie numérique est l'ensemble des moyens humains et technologiques et matériels dédié à l'apprentissage de connaissances et de compétences qui intègrent les usages numériques, que ce soit en présentiel ou à distance.
Depuis quelques années, le développement du numérique est venu engendrer nos interactions sociales en modifiant nos habitudes. Le numérique  permet de varier la présentation des savoirs afin de les adapter.  

## Enjeux et méthodes pédagogiques
Cette section ne s'appuie pas, ou pas assez, sur des sources secondaires ou tertiaires indépendantes du sujet.

Pour l'améliorer, ajoutez-en, ou placez des modèles {{Source secondaire souhaitée}} ou {{Source secondaire nécessaire}} sur les passages mal sourcés. (juin 2024)
En ce qui concerne la France, la problématique se pose en d’autres termes. Ce sont principalement les enjeux pédagogiques qui incitent les établissements français à solliciter  leur transformation numérique. Jusqu’à présent la France n’a pas ressenti le besoin de développer les formations en ligne car contrairement à d’autres pays, un assez bon maillage territorial de l’enseignement supérieur permet en tous points du pays d’accéder à la quasi-totalité de l’offre de formation. Il en va en revanche différemment à l’échelle de la francophonie, en particulier au sein de l’espace francophone africain où les coopérations universitaires passent par le numérique.
Aujourd’hui différentes méthodes sont utilisées pour faciliter l’apprentissage en formation. Le formateur peut mettre en place des panels d’outils favorisant la démarche e-learning. 
Des nouvelles méthodes d’apprentissages émergent depuis 2010 et elles ont pour objectif de faciliter l’accessibilité à tous les apprenants. Les Mooc (Massive Open Online Course) est une formation entièrement en ligne et accessible à distance, gratuite et ouverte à tout le monde. Les Mooc se présentent souvent sous forme de vidéo de plusieurs minutes, accessibles de partout et à tout moment. Ils présentent des avantages, notamment sur le plan financier, ils sont moins coûteux qu’une formation classique. La plupart des Mooc sont d’ailleurs gratuits. Les inconvénients des Mooc peuvent s’observer au niveau des suivis des apprenants car les interactions sont absentes. Cela peut pour certains apprenants aboutir à un manque de motivation et un décrochage. 
Le Spoc est également une méthode de formation entièrement en ligne mais contrairement au Mooc elle est restreinte à un nombre maximum de personnes.

## Usage pédagogique du numérique
A différencier avec la notion de pratique, l'usage est considérée comme la manière de faire intérioriser et socialiser par un sujet ,tandis que la pratique renvoi à la manière de faire d'un individu dans un contexte donné. Cependant on entent par pédagogie, tous les aspects éducatifs et relationnels qui déterminent  la progression de l'apprentissage des apprenants. Lorsqu'on parle de pédagogie, il est nécessaire de faire une petite référence sur la didactique(aspects qui touchent à l'acte d'enseigner, et se distingue par sa nature épistémologique). Sur un document bien détaillé de VADEMECUM, par rapport à la question de l'usage du numérique, il développe l'idée selon laquelle  "la mobilisation du numérique dans les situations d’apprentissage contribue au développement des compétences des élèves et interroge les pratiques pédagogiques. Il est donc important d’identifier les objectifs d’apprentissage pour lesquels l’apport du numérique est pertinent. La maîtrise des outils s’intègre ainsi dans une démarche globale et ne fait pas l’objet d’un enseignement spécifique décontextualisé''. Selon Bruno Devauchelle, l'arrivée des logiciels de gestion de notes et d'emploi du temps a permis de mesurer comment l'organisationnel a un effet sur l'enseignement.
La plupart des recherches  sur l’utilisation éducative des TIC montrent ce que ces dernières offrent comme possibilités pour soutenir la motivation, favoriser l’autonomie dans les apprentissages, faciliter la réflexivité, les interactions, et aider à l’acquisition de compétences dites transversales : recherche d’informations, organisation, classement, traitement. Les outils numériques remplissent par ailleurs des fonctions pédagogiques très vastes, dans tous les domaines.    